# Κ機構
κ機構（かっぱきこう、英: kappa-mechanism, 英: kappa opacity mechanism）とは、セファイド変光星やこと座RR型変光星などの多くの脈動変光星の脈動を駆動するプロセスのこと。かつては「エディントン・バルブ (Eddington valve) 」とも呼ばれたが、次第に使われなくなっている。
星の物質の吸収係数（または不透明度）を表すギリシャ文字のκにちなんで命名された。恒星内のイオン化領域では、密度がわずかに上昇するだけで不透明度が増し、恒星内部からのエネルギーの吸収率が増加する。その結果、層が加熱・膨張して平衡状態が崩れる。外層が膨張すると、今度は圧力・密度・温度が低下し、不透明度の低下を引き起こす。この繰り返しが振動を起こし、星の外層が脈動する。
κ機構による恒星の非断熱脈動は、水素やヘリウムが部分的に電離している領域や、水素負イオンが存在する領域で発生する。このような例は、古典的セファイド変光星やこと座RR型変光星においてヘリウムが部分的に2階電離している領域で見られる。一方、ミラ型変光星、高速振動Ap星（roAp星）、くじら座ZZ型変光星では、水素の電離が脈動活動の原因であると見られている。また、ケフェウス座β型変光星では、鉄が豊富に存在し、温度が約20万ケルビン (K) に達する深さで恒星の脈動が起こる。この鉄による不透明度の増加は、天文学において金属量を表す記号 Z を用いて Z-bump と呼ばれる。